# Фоде Фофана
Фоде Фофана (нід. Fodé Fofana, нар. 26 жовтня 2002, Гронінген, Нідерланди) — нідерландський футболіст гвінейсько-російського походження, нападник клубу ПСВ.
На правах оренди грає за «Вітесс».

## Ігрова кар'єра

### Клубна
Фоде Фофана два роки проходив навчання в академії іспанської «Барселони». У 2015 році він повернувся до Нідерландів, де приєднався до молодіжної команди клубу ПСВ.
З 2020 року футболіст почав виступи за дублюючий склад ПСВ в Еерстедивізі, а з наступного сезону внесений до заявки першої команди. Дебютну гру в основі Фофана провів 10 серпня 2021 року в матчі-відповіді кваліфікації Ліги чемпіонів проти данського «Мідтьюлланна». 24 січня 2023 року футболіст зіграв першу гру в основі у матчі чемпіонату Нідерландів.
Перед сезоном 2023/24 Фоде Фофана на правах оренди до кінця сезону перейшов до клубу «Вітесс».

### Збірна
У 2021 році Фоде Фофана провів одну гру в складі молодіжної збірної Нідерландів.

## Титули
ПСВ
 Переможець Кубка Нідерландів (2): 2021/22, 2022/23
 Переможець Суперкубка Нідерландів: 2021
 Чемпіон Нідерландів (1): 2024/25

## Особисте життя
Фоде Фофана народився у інтернаціональній родині. Його батько — гвінеєць за походженням, мама — росіянка.